# 中村千香
中村 千香（なかむら ちか、1977年11月23日 - ）は、奈良県出身、大阪府育ちの女子プロボクサー。カリフォルニア在住。

## 人物
奈良県で生まれた後、大阪に移り住み、15歳からモデルとして活動。その後2年間のイギリス留学へ。18歳で一時帰国中にボクシングと出会いその魅力に取り憑かれると、19歳で渡米。ニューヨークの名門「グリーソンズ・ジム」を拠点にボクシングキャリアを開始。2002年にアマチュアボクシング最高峰「ゴールデングローブ」の新人の部で日本人として初めて優勝。ビザの関係でプロデビューは3年後の2005年となった。
2010年7月時点でWBCライト級4位にランクイン。
2008年夏からはカリフォルニアに拠点を移す。これにともない、トレーナーを伝説的名世界王者カルロス・オルティスから、名トレーナーフレディ・ローチに変え、ワイルドカードジムでトレーニングを行っている。
2009年12月17日、世界王座挑戦の前哨戦としてグロリア・ラミレスと試合を行うが、1年以上のブランクが響き、キャリア初の敗戦。しかし、後にこの試合が規定の2分×6Rではなく、3分×6Rであったことが判明し、試合結果が無効試合に変更となった。

## 戦績
- アマチュア：17勝4敗
- プロ：9戦8勝(3KO)1無効試合

| 戦           | 日付           | 勝敗 | 時間 | 内容    | 対戦相手                   | 国籍           | 備考                                                                          |
| ------------ | -------------- | ---- | ---- | ------- | -------------------------- | -------------- | ----------------------------------------------------------------------------- |
| 1            | 2005年6月24日  | ○    | 1R   | TKO     | アイリス・グリフィン       | アメリカ合衆国 | 4回戦 会場：NJ アトランティック・シティ／ニッキ・ビーチ・コンサート・アリーナ |
| 2            | 2005年10月21日 | ○    | 4R   | 判定3-0 | キンバリー・ハリス         | アメリカ合衆国 | 4回戦 会場：CT アンキャスヴィル／モヒーガン・サン・カジノ                     |
| 3            | 2006年2月10日  | ○    | 4R   | 判定3-0 | シンシア・ジョーンズ       | アメリカ合衆国 | 4回戦 会場：NY メルヴィル／ハンティントン・ヒルトン・ホテル                   |
| 4            | 2006年5月24日  | ○    | 6R   | 判定3-0 | シンシア・ジョーンズ       | アメリカ合衆国 | 6回戦 会場：NY ニューヨーク・シティ／ハマースタイン・ボールルーム             |
| 5            | 2007年2月9日   | ○    | 4R   | 判定2-1 | ドミンガ・オリボ           | アメリカ合衆国 | 4回戦 会場：NY セルデン／サフォーク郡コミュニティ・カレッジ                   |
| 7            | 2007年8月3日   | ○    | 1R   | TKO     | ガーボリア・メイフィールド | アメリカ合衆国 | 4回戦 会場：NY モンティセロ／モンティセロ・レースウェイ                       |
| 6            | 2008年9月25日  | ○    | 6R   | TKO     | タミー・フランクス         | アメリカ合衆国 | 6回戦 会場：CA エル・カホン／セクアン・リゾート＆カジノ                       |
| 8            | 2008年11月20日 | ○    | 6R   | 判定3-0 | ティファニー・ジュノ       | アメリカ合衆国 | 6回戦 会場：CA サンノゼ／HPパビリオン                                         |
| 9            | 2009年12月17日 | -    | 6R   | NC      | グロリア・ラミレス         | アメリカ合衆国 | 6回戦 会場：CA アーヴァイン／マリオット・ホテル                               |
| テンプレート |                |      |      |         |                            |                |                                                                               |